# Tournoi féminin de curling aux Jeux olympiques de 2010
Cet article traite de l'épreuve féminine. Pour la compétition masculine, voir Tournoi masculin de curling aux Jeux olympiques de 2010.
Navigation
Turin 2006 Sotchi 2014
Le tournoi féminin de curling aux Jeux olympiques d'hiver de 2010 se déroule du 16 au 26 février 2010 au Centre olympique/paralympique à Vancouver (Vancouver) construit pour l'occasion. Sport de démonstration en 1932, 1988 et 1992 après avoir été sport officiel à l'édition 1924, il est aujourd'hui programmé comme sport olympique depuis 1998 à Nagano.

## Calendrier
| Calendrier des épreuves de curling | Calendrier des épreuves de curling | Calendrier des épreuves de curling | Calendrier des épreuves de curling | Calendrier des épreuves de curling | Calendrier des épreuves de curling | Calendrier des épreuves de curling | Calendrier des épreuves de curling | Calendrier des épreuves de curling | Calendrier des épreuves de curling | Calendrier des épreuves de curling | Calendrier des épreuves de curling | Calendrier des épreuves de curling | Calendrier des épreuves de curling | Calendrier des épreuves de curling | Calendrier des épreuves de curling | Calendrier des épreuves de curling | Calendrier des épreuves de curling | Calendrier des épreuves de curling |
| Février 2010                       | 12                                 | 13                                 | 14                                 | 15                                 | 16                                 | 17                                 | 18                                 | 19                                 | 20                                 | 21                                 | 22                                 | 23                                 | 24                                 | 25                                 | 26                                 | 27                                 | 28                                 |                                    |
| ---------------------------------- | ---------------------------------- | ---------------------------------- | ---------------------------------- | ---------------------------------- | ---------------------------------- | ---------------------------------- | ---------------------------------- | ---------------------------------- | ---------------------------------- | ---------------------------------- | ---------------------------------- | ---------------------------------- | ---------------------------------- | ---------------------------------- | ---------------------------------- | ---------------------------------- | ---------------------------------- | ---------------------------------- |
| Femmes                             |                                    |                                    |                                    |                                    | C                                  | C                                  | C                                  | C                                  | C                                  | C                                  | C                                  | C                                  |                                    | C                                  | ●                                  |                                    |                                    |                                    |

|   | Jour de l'épreuve |
| ● | Finale            |

## Équipes qualifiées
Les dix nations participantes regroupent neuf nations qualifiées plus le pays-hôte. Les qualifications se sont déroulées lors des championnats du monde 2007, 2008 et 2009 qui ont déterminé un classement mondial, les neuf premiers (à l'exception du Canada déjà qualifié) sont qualifiés.
| Allemagne | Canada | Chine | Danemark | États-Unis |
| --- | --- | --- | --- | --- |
| SC Riessersee, Garmisch-Partenkirchen Skip : Andrea Schöpp Third : Monika Wagner Second : Mélanie Robillard Lead : Stella Heiß Remplaçante : Corinna Scholz | Calgary WC, Calgary Skip : Cheryl Bernard Third : Susan O'Connor Second : Carolyn Darbyshire Lead : Cori Bartel Remplaçante : Kristie Moore | Harbin CC, Harbin Skip : Wang Bingyu Third : Liu Yin Second : Yue Qingshuang Lead : Zhou Yan Remplaçante : Liu Jinli                                   | Tårnby CC, Tårnby Fourth : Madeleine Dupont Third : Denise Dupont Skip : Angelina Jensen Lead : Camilla Jensen Remplaçante : Ane Hansen      | Madison CC, Madison Skip : Debbie McCormick Third : Allison Pottinger Second : Nicole Joraanstad Lead : Natalie Nicholson Remplaçante : Tracy Sachtjen |
| Grande-Bretagne | Japon | Russie | Suède | Suisse |
| British Olympic Committee Skip : Eve Muirhead Third : Jackie Lockhart Second : Kelly Wood Lead : Lorna Vevers Remplaçante : Anne Laird                      | Aomori CC, Aomori Skip : Moe Meguro Third : Anna Ohmiya Second : Mari Motohashi Lead : Kotomi Ishizaki Remplaçante : Mayo Yamaura           | Moskvitch CC, Moscou Skip : Liudmila Privivkova Third : Anna Sidorova Second : Nkeirouka Ezekh Lead : Ekaterina Galkina Remplaçante : Margarita Fomina | Härnösands CK, Härnösand Skip : Anette Norberg Third : Eva Lund Second : Cathrine Lindahl Lead : Anna Le Moine Remplaçante : Kajsa Bergström | Davos CC, Davos Skip : Mirjam Ott Third : Carmen Schäfer Second : Carmen Küng Lead : Janine Greiner Remplaçante : Irene Schori                         |

## Résultats

### Premier tour
Le tableau suivant résume le classement des équipes à l'issue du 1er tour :
| Rang | Pays            | V | D | bp | bc | Manches gagnées | Manches perdues | Manches blanches | Vols pour | Vols contre | Tirs % |
| ---- | --------------- | - | - | -- | -- | --------------- | --------------- | ---------------- | --------- | ----------- | ------ |
| 1    | Canada          | 8 | 1 | 56 | 37 | 40              | 29              | 20               | 13        | 4           | 81%    |
| 2    | Suède           | 7 | 2 | 56 | 52 | 36              | 36              | 13               | 5         | 9           | 79%    |
| 3    | Chine           | 6 | 3 | 61 | 47 | 39              | 37              | 12               | 7         | 8           | 74%    |
| 3    | Suisse          | 6 | 3 | 67 | 48 | 40              | 36              | 7                | 12        | 6           | 76%    |
| 5    | Danemark        | 4 | 5 | 49 | 61 | 31              | 40              | 15               | 5         | 12          | 74%    |
| 6    | Allemagne       | 3 | 6 | 52 | 56 | 35              | 40              | 15               | 4         | 7           | 75%    |
| 6    | Grande-Bretagne | 3 | 6 | 54 | 59 | 31              | 41              | 11               | 10        | 15          | 75%    |
| 6    | Japon           | 3 | 6 | 64 | 70 | 36              | 37              | 13               | 5         | 5           | 73%    |
| 6    | Russie          | 3 | 6 | 53 | 60 | 36              | 40              | 14               | 13        | 9           | 77%    |
| 10   | États-Unis      | 2 | 7 | 43 | 65 | 36              | 36              | 12               | 12        | 11          | 77%    |

Les quatre premières équipes en tête à la fin du premier tour sont qualifiées directement pour les demi-finales.
| Équipes    | 1 | 2 | 3 | 4 | 5 | 6 | 7 | 8 | 9 | 10 | 11 | Total |
| ---------- | - | - | - | - | - | - | - | - | - | -- | -- | ----- |
| États-Unis | 1 | 2 | 0 | 1 | 0 | 2 | 0 | 1 | 0 | 0  | x  | 7     |
| Japon      | 0 | 0 | 1 | 0 | 3 | 0 | 3 | 0 | 1 | 1  | x  | 9     |

| Équipes  | 1 | 2 | 3 | 4 | 5 | 6 | 7 | 8 | 9 | 10 | 11 | Total |
| -------- | - | - | - | - | - | - | - | - | - | -- | -- | ----- |
| Danemark | 0 | 0 | 2 | 0 | 1 | 0 | 0 | 2 | 0 | 0  | x  | 5     |
| Suède    | 0 | 0 | 0 | 1 | 0 | 2 | 0 | 0 | 2 | 1  | x  | 6     |

| Équipes   | 1 | 2 | 3 | 4 | 5 | 6 | 7 | 8 | 9 | 10 | 11 | Total |
| --------- | - | - | - | - | - | - | - | - | - | -- | -- | ----- |
| Allemagne | 2 | 0 | 2 | 0 | 1 | 0 | 0 | 1 | 0 | 3  | x  | 9     |
| Russie    | 0 | 1 | 0 | 1 | 0 | 0 | 1 | 0 | 2 | 0  | x  | 5     |

| Équipes | 1 | 2 | 3 | 4 | 5 | 6 | 7 | 8 | 9 | 10 | 11 | Total |
| ------- | - | - | - | - | - | - | - | - | - | -- | -- | ----- |
| Canada  | 0 | 0 | 1 | 0 | 0 | 2 | 0 | 1 | 0 | 1  | x  | 5     |
| Suisse  | 0 | 0 | 0 | 2 | 0 | 0 | 1 | 0 | 1 | 0  | x  | 4     |

| Équipes         | 1 | 2 | 3 | 4 | 5 | 6 | 7 | 8 | 9 | 10 | 11 | Total |
| --------------- | - | - | - | - | - | - | - | - | - | -- | -- | ----- |
| Chine           | 0 | 1 | 0 | 0 | 0 | 0 | 0 | 1 | 0 | 2  | 0  | 4     |
| Grande-Bretagne | 0 | 0 | 0 | 1 | 2 | 0 | 0 | 0 | 1 | 0  | 1  | 5     |

| Équipes    | 1 | 2 | 3 | 4 | 5 | 6 | 7 | 8 | 9 | 10 | 11 | Total |
| ---------- | - | - | - | - | - | - | - | - | - | -- | -- | ----- |
| Allemagne  | 1 | 0 | 0 | 0 | 3 | 0 | 0 | 2 | 0 | 0  | x  | 6     |
| États-Unis | 0 | 0 | 0 | 1 | 0 | 1 | 1 | 0 | 1 | 1  | x  | 5     |

| Équipes | 1 | 2 | 3 | 4 | 5 | 6 | 7 | 8 | 9 | 10 | 11 | Total |
| ------- | - | - | - | - | - | - | - | - | - | -- | -- | ----- |
| Suisse  | 0 | 2 | 0 | 1 | 0 | 1 | 0 | 1 | 0 | 2  | 0  | 7     |
| Suède   | 1 | 0 | 1 | 0 | 2 | 0 | 2 | 0 | 1 | 0  | 1  | 8     |

| Équipes | 1 | 2 | 3 | 4 | 5 | 6 | 7 | 8 | 9 | 10 | 11 | Total |
| ------- | - | - | - | - | - | - | - | - | - | -- | -- | ----- |
| Japon   | 0 | 3 | 0 | 0 | 0 | 2 | 0 | 0 | 1 | 0  | x  | 6     |
| Canada  | 0 | 0 | 2 | 0 | 2 | 0 | 0 | 1 | 0 | 2  | x  | 7     |

| Équipes  | 1 | 2 | 3 | 4 | 5 | 6 | 7 | 8 | 9 | 10 | 11 | Total |
| -------- | - | - | - | - | - | - | - | - | - | -- | -- | ----- |
| Russie   | 0 | 0 | 1 | 0 | 0 | 2 | 0 | 1 | 1 | 2  | x  | 7     |
| Danemark | 0 | 0 | 0 | 2 | 0 | 0 | 1 | 0 | 0 | 0  | x  | 3     |

| Équipes         | 1 | 2 | 3 | 4 | 5 | 6 | 7 | 8 | 9 | 10 | 11 | Total |
| --------------- | - | - | - | - | - | - | - | - | - | -- | -- | ----- |
| Grande-Bretagne | 0 | 0 | 1 | 0 | 1 | 0 | 1 | 0 | 1 | 0  | x  | 4     |
| Suède           | 1 | 1 | 0 | 2 | 0 | 0 | 0 | 1 | 0 | 1  | x  | 6     |

| Équipes | 1 | 2 | 3 | 4 | 5 | 6 | 7 | 8 | 9 | 10 | 11 | Total |
| ------- | - | - | - | - | - | - | - | - | - | -- | -- | ----- |
| Chine   | 0 | 1 | 0 | 0 | 4 | 0 | 1 | 1 | 0 | 1  | x  | 8     |
| Suisse  | 2 | 0 | 0 | 1 | 0 | 1 | 0 | 0 | 2 | 0  | x  | 6     |

| Équipes   | 1 | 2 | 3 | 4 | 5 | 6 | 7 | 8 | 9 | 10 | 11 | Total |
| --------- | - | - | - | - | - | - | - | - | - | -- | -- | ----- |
| Canada    | 0 | 0 | 0 | 2 | 0 | 2 | 0 | 1 | 0 | 0  | 1  | 6     |
| Allemagne | 0 | 1 | 0 | 0 | 1 | 0 | 1 | 0 | 1 | 1  | 0  | 5     |

| Équipes | 1 | 2 | 3 | 4 | 5 | 6 | 7 | 8 | 9 | 10 | 11 | Total |
| ------- | - | - | - | - | - | - | - | - | - | -- | -- | ----- |
| Chine   | 2 | 0 | 0 | 0 | 2 | 0 | 2 | 0 | 0 | 3  | x  | 9     |
| Japon   | 0 | 1 | 0 | 1 | 0 | 1 | 0 | 2 | 0 | 0  | x  | 5     |

| Équipes         | 1 | 2 | 3 | 4 | 5 | 6 | 7 | 8 | 9 | 10 | 11 | Total |
| --------------- | - | - | - | - | - | - | - | - | - | -- | -- | ----- |
| Russie          | 0 | 0 | 1 | 1 | 0 | 0 | 1 | 0 | x | x  | x  | 3     |
| Grande-Bretagne | 2 | 3 | 0 | 0 | 2 | 2 | 0 | 1 | x | x  | x  | 10    |

| Équipes    | 1 | 2 | 3 | 4 | 5 | 6 | 7 | 8 | 9 | 10 | 11 | Total |
| ---------- | - | - | - | - | - | - | - | - | - | -- | -- | ----- |
| Danemark   | 1 | 1 | 0 | 0 | 0 | 1 | 3 | 0 | 1 | 0  | x  | 7     |
| États-Unis | 0 | 0 | 2 | 1 | 1 | 0 | 0 | 1 | 0 | 1  | x  | 6     |

| Équipes         | 1 | 2 | 3 | 4 | 5 | 6 | 7 | 8 | 9 | 10 | 11 | Total |
| --------------- | - | - | - | - | - | - | - | - | - | -- | -- | ----- |
| Allemagne       | 1 | 0 | 0 | 0 | 2 | 0 | 0 | 1 | 0 | x  | x  | 4     |
| Grande-Bretagne | 0 | 1 | 1 | 1 | 0 | 0 | 1 | 0 | 3 | x  | x  | 7     |

| Équipes    | 1 | 2 | 3 | 4 | 5 | 6 | 7 | 8 | 9 | 10 | 11 | Total |
| ---------- | - | - | - | - | - | - | - | - | - | -- | -- | ----- |
| Russie     | 0 | 0 | 0 | 1 | 0 | 0 | 2 | 0 | 1 | 0  | x  | 4     |
| États-Unis | 0 | 0 | 1 | 0 | 2 | 0 | 0 | 1 | 0 | 2  | x  | 6     |

| Équipes  | 1 | 2 | 3 | 4 | 5 | 6 | 7 | 8 | 9 | 10 | 11 | Total |
| -------- | - | - | - | - | - | - | - | - | - | -- | -- | ----- |
| Chine    | 1 | 2 | 1 | 2 | 0 | 5 | x | x | x | x  | x  | 11    |
| Danemark | 0 | 0 | 0 | 0 | 1 | 0 | x | x | x | x  | x  | 1     |

| Équipes  | 1 | 2 | 3 | 4 | 5 | 6 | 7 | 8 | 9 | 10 | 11 | Total |
| -------- | - | - | - | - | - | - | - | - | - | -- | -- | ----- |
| Danemark | 0 | 1 | 0 | 0 | 0 | 2 | 0 | 0 | 0 | 1  | 0  | 4     |
| Canada   | 1 | 0 | 0 | 1 | 0 | 0 | 0 | 1 | 1 | 0  | 1  | 5     |

| Équipes | 1 | 2 | 3 | 4 | 5 | 6 | 7 | 8 | 9 | 10 | 11 | Total |
| ------- | - | - | - | - | - | - | - | - | - | -- | -- | ----- |
| Suède   | 1 | 0 | 1 | 0 | 2 | 0 | 0 | 1 | 0 | 1  | x  | 6     |
| Chine   | 0 | 0 | 0 | 1 | 0 | 0 | 1 | 0 | 2 | 0  | x  | 4     |

| Équipes         | 1 | 2 | 3 | 4 | 5 | 6 | 7 | 8 | 9 | 10 | 11 | Total |
| --------------- | - | - | - | - | - | - | - | - | - | -- | -- | ----- |
| Grande-Bretagne | 0 | 0 | 1 | 0 | 2 | 0 | 0 | 1 | 0 | x  | x  | 4     |
| Japon           | 1 | 0 | 0 | 3 | 0 | 1 | 1 | 0 | 5 | x  | x  | 11    |

| Équipes | 1 | 2 | 3 | 4 | 5 | 6 | 7 | 8 | 9 | 10 | 11 | Total |
| ------- | - | - | - | - | - | - | - | - | - | -- | -- | ----- |
| Suisse  | 4 | 1 | 0 | 0 | 1 | 1 | 0 | 1 | 0 | x  | x  | 8     |
| Russie  | 0 | 0 | 1 | 1 | 0 | 0 | 2 | 0 | 1 | x  | x  | 5     |

| Équipes | 1 | 2 | 3 | 4 | 5 | 6 | 7 | 8 | 9 | 10 | 11 | Total |
| ------- | - | - | - | - | - | - | - | - | - | -- | -- | ----- |
| Suède   | 0 | 0 | 0 | 0 | 0 | 1 | 0 | x | x | x  | x  | 1     |
| Russie  | 0 | 1 | 3 | 1 | 2 | 0 | 3 | x | x | x  | x  | 10    |

| Équipes         | 1 | 2 | 3 | 4 | 5 | 6 | 7 | 8 | 9 | 10 | 11 | Total |
| --------------- | - | - | - | - | - | - | - | - | - | -- | -- | ----- |
| États-Unis      | 0 | 0 | 0 | 1 | 1 | 1 | 0 | 0 | 1 | 1  | 1  | 6     |
| Grande-Bretagne | 1 | 0 | 2 | 0 | 0 | 0 | 2 | 0 | 0 | 0  | 0  | 5     |

| Équipes  | 1 | 2 | 3 | 4 | 5 | 6 | 7 | 8 | 9 | 10 | 11 | Total |
| -------- | - | - | - | - | - | - | - | - | - | -- | -- | ----- |
| Danemark | 2 | 1 | 0 | 2 | 0 | 0 | 1 | 1 | 0 | 0  | x  | 7     |
| Suisse   | 0 | 0 | 2 | 0 | 2 | 1 | 0 | 0 | 2 | 1  | x  | 8     |

| Équipes   | 1 | 2 | 3 | 4 | 5 | 6 | 7 | 8 | 9 | 10 | 11 | Total |
| --------- | - | - | - | - | - | - | - | - | - | -- | -- | ----- |
| Allemagne | 0 | 1 | 0 | 2 | 0 | 2 | 0 | 1 | 0 | 1  | 0  | 7     |
| Chine     | 1 | 0 | 1 | 0 | 2 | 0 | 2 | 0 | 1 | 0  | 2  | 9     |

| Équipes         | 1 | 2 | 3 | 4 | 5 | 6 | 7 | 8 | 9 | 10 | 11 | Total |
| --------------- | - | - | - | - | - | - | - | - | - | -- | -- | ----- |
| Grande-Bretagne | 0 | 1 | 0 | 0 | 1 | 0 | 3 | 1 | 0 | x  | x  | 6     |
| Suisse          | 2 | 0 | 2 | 4 | 0 | 1 | 0 | 0 | 1 | X  | x  | 10    |

| Équipes   | 1 | 2 | 3 | 4 | 5 | 6 | 7 | 8 | 9 | 10 | 11 | Total |
| --------- | - | - | - | - | - | - | - | - | - | -- | -- | ----- |
| Allemagne | 0 | 0 | 1 | 0 | 0 | 0 | 1 | 0 | 3 | 0  | x  | 5     |
| Danemark  | 0 | 3 | 0 | 0 | 0 | 1 | 0 | 1 | 0 | 1  | x  | 6     |

| Équipes    | 1 | 2 | 3 | 4 | 5 | 6 | 7 | 8 | 9 | 10 | 11 | Total |
| ---------- | - | - | - | - | - | - | - | - | - | -- | -- | ----- |
| Canada     | 0 | 0 | 4 | 0 | 2 | 0 | 3 | x | x | x  | x  | 9     |
| États-Unis | 0 | 1 | 0 | 0 | 0 | 1 | 0 | x | x | x  | x  | 2     |

| Équipes | 1 | 2 | 3 | 4 | 5 | 6 | 7 | 8 | 9 | 10 | 11 | Total |
| ------- | - | - | - | - | - | - | - | - | - | -- | -- | ----- |
| Russie  | 0 | 0 | 0 | 3 | 3 | 0 | 0 | 2 | 0 | 1  | 0  | 9     |
| Japon   | 0 | 0 | 0 | 0 | 0 | 3 | 3 | 0 | 3 | 0  | 3  | 12    |

| Équipes | 1 | 2 | 3 | 4 | 5 | 6 | 7 | 8 | 9 | 10 | 11 | Total |
| ------- | - | - | - | - | - | - | - | - | - | -- | -- | ----- |
| Chine   | 2 | 1 | 0 | 1 | 0 | 0 | 0 | 1 | 0 | 0  | 1  | 6     |
| Canada  | 0 | 0 | 1 | 0 | 1 | 1 | 1 | 0 | 0 | 1  | 0  | 5     |

| Équipes   | 1 | 2 | 3 | 4 | 5 | 6 | 7 | 8 | 9 | 10 | 11 | Total |
| --------- | - | - | - | - | - | - | - | - | - | -- | -- | ----- |
| Japon     | 0 | 0 | 0 | 1 | 0 | 2 | 0 | 1 | 0 | 2  | x  | 6     |
| Allemagne | 0 | 2 | 1 | 0 | 1 | 0 | 1 | 0 | 2 | 0  | x  | 7     |

| Équipes    | 1 | 2 | 3 | 4 | 5 | 6 | 7 | 8 | 9 | 10 | 11 | Total |
| ---------- | - | - | - | - | - | - | - | - | - | -- | -- | ----- |
| États-Unis | 0 | 0 | 1 | 0 | 1 | 0 | 1 | 0 | 0 | x  | x  | 3     |
| Suède      | 1 | 0 | 0 | 2 | 0 | 3 | 0 | 0 | 3 | x  | x  | 9     |

| Équipes | 1 | 2 | 3 | 4 | 5 | 6 | 7 | 8 | 9 | 10 | 11 | Total |
| ------- | - | - | - | - | - | - | - | - | - | -- | -- | ----- |
| Russie  | 0 | 0 | 3 | 0 | 1 | 0 | 1 | 1 | 1 | x  | x  | 7     |
| Chine   | 1 | 0 | 0 | 1 | 0 | 2 | 0 | 0 | 0 | x  | x  | 4     |

| Équipes | 1 | 2 | 3 | 4 | 5 | 6 | 7 | 8 | 9 | 10 | 11 | Total |
| ------- | - | - | - | - | - | - | - | - | - | -- | -- | ----- |
| Japon   | 1 | 0 | 1 | 0 | 1 | 0 | 1 | 0 | x | x  | x  | 4     |
| Suisse  | 0 | 2 | 0 | 4 | 0 | 2 | 0 | 2 | x | x  | x  | 10    |

| Équipes | 1 | 2 | 3 | 4 | 5 | 6 | 7 | 8 | 9 | 10 | 11 | Total |
| ------- | - | - | - | - | - | - | - | - | - | -- | -- | ----- |
| Suède   | 0 | 0 | 0 | 0 | 1 | 0 | 0 | 0 | 1 | x  | x  | 2     |
| Canada  | 0 | 2 | 1 | 1 | 0 | 0 | 1 | 1 | 0 | x  | x  | 6     |

| Équipes         | 1 | 2 | 3 | 4 | 5 | 6 | 7 | 8 | 9 | 10 | 11 | Total |
| --------------- | - | - | - | - | - | - | - | - | - | -- | -- | ----- |
| Grande-Bretagne | 0 | 3 | 0 | 2 | 0 | 1 | 0 | 1 | 0 | 1  | x  | 8     |
| Danemark        | 1 | 0 | 2 | 0 | 1 | 0 | 3 | 0 | 2 | 0  | x  | 9     |

| Équipes | 1 | 2 | 3 | 4 | 5 | 6 | 7 | 8 | 9 | 10 | 11 | Total |
| ------- | - | - | - | - | - | - | - | - | - | -- | -- | ----- |
| Japon   | 0 | 1 | 0 | 1 | 0 | 3 | 0 | 1 | 0 | x  | x  | 6     |
| Suède   | 2 | 0 | 3 | 0 | 1 | 0 | 2 | 0 | 2 | x  | x  | 10    |

| Équipes   | 1 | 2 | 3 | 4 | 5 | 6 | 7 | 8 | 9 | 10 | 11 | Total |
| --------- | - | - | - | - | - | - | - | - | - | -- | -- | ----- |
| Suisse    | 0 | 0 | 0 | 0 | 1 | 1 | 0 | 1 | 1 | x  | x  | 4     |
| Allemagne | 0 | 0 | 1 | 0 | 0 | 0 | 1 | 0 | 0 | x  | x  | 2     |

| Équipes    | 1 | 2 | 3 | 4 | 5 | 6 | 7 | 8 | 9 | 10 | 11 | Total |
| ---------- | - | - | - | - | - | - | - | - | - | -- | -- | ----- |
| États-Unis | 0 | 1 | 1 | 0 | 0 | 2 | 0 | 1 | 0 | 0  | x  | 5     |
| Chine      | 1 | 0 | 0 | 2 | 1 | 0 | 1 | 0 | 0 | 1  | x  | 6     |

| Équipes         | 1 | 2 | 3 | 4 | 5 | 6 | 7 | 8 | 9 | 10 | 11 | Total |
| --------------- | - | - | - | - | - | - | - | - | - | -- | -- | ----- |
| Canada          | 0 | 1 | 0 | 1 | 0 | 1 | 1 | 1 | 0 | 0  | 1  | 6     |
| Grande-Bretagne | 0 | 0 | 2 | 0 | 0 | 0 | 0 | 0 | 2 | 1  | 0  | 5     |

| Équipes    | 1 | 2 | 3 | 4 | 5 | 6 | 7 | 8 | 9 | 10 | 11 | Total |
| ---------- | - | - | - | - | - | - | - | - | - | -- | -- | ----- |
| Suisse     | 0 | 0 | 2 | 1 | 3 | 1 | 3 | x | x | x  | x  | 10    |
| États-Unis | 1 | 2 | 0 | 0 | 0 | 0 | 0 | x | x | x  | x  | 3     |

| Équipes | 1 | 2 | 3 | 4 | 5 | 6 | 7 | 8 | 9 | 10 | 11 | Total |
| ------- | - | - | - | - | - | - | - | - | - | -- | -- | ----- |
| Canada  | 0 | 0 | 0 | 1 | 0 | 4 | 0 | 1 | 1 | x  | x  | 7     |
| Russie  | 0 | 1 | 0 | 0 | 1 | 0 | 1 | 0 | 0 | x  | x  | 3     |

| Équipes  | 1 | 2 | 3 | 4 | 5 | 6 | 7 | 8 | 9 | 10 | 11 | Total |
| -------- | - | - | - | - | - | - | - | - | - | -- | -- | ----- |
| Japon    | 0 | 0 | 0 | 2 | 0 | 2 | 0 | 0 | 1 | x  | x  | 5     |
| Danemark | 0 | 0 | 3 | 0 | 1 | 0 | 0 | 3 | 0 | x  | x  | 7     |

| Équipes   | 1 | 2 | 3 | 4 | 5 | 6 | 7 | 8 | 9 | 10 | 11 | Total |
| --------- | - | - | - | - | - | - | - | - | - | -- | -- | ----- |
| Suède     | 2 | 0 | 3 | 0 | 2 | 0 | 1 | 0 | 0 | 0  | x  | 8     |
| Allemagne | 0 | 2 | 0 | 2 | 0 | 0 | 0 | 2 | 0 | 1  | x  | 7     |

### Phase à élimination directe
|  | Demi-finales           | Demi-finales          |                        |   | Finale                 | Finale                 |
|  | Demi-finales           | Demi-finales          |                        |   | Finale                 | Finale                 |
|  |                        |                       |                        |   |                        |                        |
|  | 25 février 2010, 9:00  | 25 février 2010, 9:00 |                        |   | 26 février 2010, 15:00 | 26 février 2010, 15:00 |
|  | 25 février 2010, 9:00  | 25 février 2010, 9:00 |                        |   | 26 février 2010, 15:00 | 26 février 2010, 15:00 |
|  | 1er Canada             | 6                     |                        |   | 26 février 2010, 15:00 | 26 février 2010, 15:00 |
|  | 1er Canada             | 6                     |                        |   | 26 février 2010, 15:00 | 26 février 2010, 15:00 |
|  | 4e Suisse              | 5                     |                        |   | 26 février 2010, 15:00 | 26 février 2010, 15:00 |
|  | 4e Suisse              | 5                     | Canada                 | 6 |                        |                        |
|  | 25 février 2010, 9:00  |                       | Canada                 | 6 |                        |                        |
|  |                        | Suède                 | 7                      |   |                        |                        |
|  | 2e Suède               | Suède                 | 7                      | 9 |                        |                        |
|  | 2e Suède               |                       |                        | 9 |                        |                        |
|  | 3e Chine               | 4                     |                        |   |                        |                        |
|  | 3e Chine               | 4                     | Match pour la 3e place |   |                        |                        |
|  |                        |                       |                        |   |                        |                        |
|  | 26 février 2010, 09:00 |                       |                        |   |                        |                        |
|  |                        |                       |                        |   |                        |                        |
|  | Suisse                 | 6                     |                        |   |                        |                        |
|  | Suisse                 | 6                     |                        |   |                        |                        |
|  | Chine                  | 12                    |                        |   |                        |                        |
|  | Chine                  | 12                    |                        |   |                        |                        |

#### Demi-finales
Les demi-finales sont disputés le jeudi 25 février à 9h00.
| Équipes    | 1 | 2 | 3 | 4 | 5 | 6 | 7 | 8 | 9 | 10 | 11 | Total |
| ---------- | - | - | - | - | - | - | - | - | - | -- | -- | ----- |
| 1er Canada | 1 | 0 | 2 | 0 | 0 | 2 | 0 | 0 | 1 | 0  | x  | 6     |
| 4e Suisse  | 0 | 1 | 0 | 1 | 1 | 0 | 0 | 1 | 0 | 1  | x  | 5     |

| Équipes  | 1 | 2 | 3 | 4 | 5 | 6 | 7 | 8 | 9 | 10 | 11 | Total |
| -------- | - | - | - | - | - | - | - | - | - | -- | -- | ----- |
| 2e Suède | 1 | 1 | 1 | 0 | 3 | 0 | 0 | 3 | 0 | x  | x  | 9     |
| 3e Chine | 0 | 0 | 0 | 1 | 0 | 1 | 1 | 0 | 1 | x  | x  | 4     |

#### Match pour la médaille de bronze
Le match pour la médaille de bronze est disputé le vendredi 26 février 2010 à 9h00.
| Équipes | 1 | 2 | 3 | 4 | 5 | 6 | 7 | 8 | 9 | 10 | 11 | Total |
| ------- | - | - | - | - | - | - | - | - | - | -- | -- | ----- |
| Suisse  | 0 | 1 | 0 | 3 | 0 | 2 | 0 | 0 | x | x  | x  | 6     |
| Chine   | 3 | 0 | 2 | 0 | 1 | 0 | 2 | 4 | x | x  | x  | 12    |

#### Finale
La finale est disputée le vendredi 26 février 2010 à 15h00.
| Équipes | 1 | 2 | 3 | 4 | 5 | 6 | 7 | 8 | 9 | 10 | 11 | Total |
| ------- | - | - | - | - | - | - | - | - | - | -- | -- | ----- |
| Canada  | 0 | 1 | 0 | 1 | 0 | 1 | 2 | 0 | 1 | 0  | 0  | 6     |
| Suède   | 0 | 0 | 2 | 0 | 2 | 0 | 0 | 0 | 0 | 2  | 1  | 7     |

## Podium
| Or    | Argent | Bronze |
| Suède | Canada | Chine  |